# Jati Punggur
Jati Punggur is een bestuurslaag in het regentschap Nganjuk van de provincie Oost-Java, Indonesië. Jati Punggur telt 1835 inwoners (volkstelling 2010).